# Wijewo
Wijewo (prononciation : [viˈjɛvɔ]) est un village de Pologne, situé dans la voïvodie de Grande-Pologne. Elle est le chef-lieu de la gmina de Wijewo, dans le powiat de Leszno.
Il se situe à 27 kilomètres à l'ouest de Leszno (siège du powiat) et à 73 kilomètres au sud-ouest de Poznań (capitale régionale).
Le village possède une population approximative de 1 200 habitants.

## Histoire
De 1975 à 1998, Wijewo faisait partie du territoire de la voïvodie de Leszno.

Depuis 1999, le village fait partie du territoire de la voïvodie de Grande-Pologne.